# Bojamyces transfuga
Bojamyces transfuga är en svampart som beskrevs av L.G. Valle & Santam. 2004. Bojamyces transfuga ingår i släktet Bojamyces och familjen Legeriomycetaceae.   Inga underarter finns listade i Catalogue of Life.